# Mady Christians
Marguerita Maria "Mady" Christians (19 de janeiro de 1892 – 28 de outubro de 1951) foi uma atriz austríaca, que conseguiu sua carreira de sucesso no teatro e no cinema, nos Estados Unidos, até que ela estava na lista negra na época do Macartismo. Ela nasceu em Viena, Áustria-Hungria (agora Áustria) e morreu em Norwalk, Connecticut, Estados Unidos.

## Filmografia selecionada
- A Glass of Water (1923)
- The Lost Shoe (1923)
- A Waltz Dream (1925)
- A Glass of Water (1923)
- The Lost Shoe (1923)
- A Waltz Dream (1925)
- Der Abenteurer (1926)
- It's You I Have Loved (1929)
- The Burning Heart (1929)
- Der schwarze Husar (1932)
- The House of Dora Green (1933)
- A Wicked Woman (1934)
- Escapade (1935)
- Ship Cafe (1935)
- Come and Get It (1936)
- Address Unknown (1944)

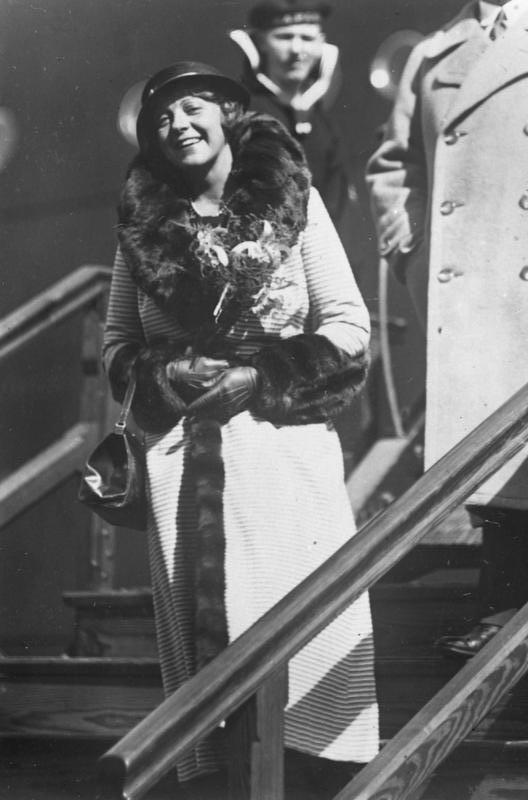
Mady Christians em 1931

- Letter from an Unknown Woman (1948)